# Stromelbe im Stadtzentrum Magdeburg
Die Stromelbe im Stadtzentrum Magdeburg ist ein FFH-Gebiet in der kreisfreien Stadt Magdeburg in Sachsen-Anhalt.

## Allgemeines
Das FFH-Gebiet ist circa 65 Hektar groß. Es grenzt im Norden und Süden an das FFH-Gebiet „Elbaue zwischen Saalemündung und Magdeburg“. Es ist durch die Landesverordnung zur Unterschutzstellung der Natura 2000-Gebiete im Land Sachsen-Anhalt (N2000-LVO LSA) seit dem 21. Dezember 2018 rechtlich gesichert. Zuständige untere Naturschutzbehörde ist die Stadt Magdeburg.

## Beschreibung
Das FFH-Gebiet liegt im Osten der Stadt Magdeburg im Biosphärenreservat Mittelelbe als Teil des Biosphärenreservats Flusslandschaft Elbe. Es umfasst die zur Wasserstraße ausgebaute Stromelbe mit ihren unmittelbaren Uferbereichen, die vollständig durch Steinschüttungen und Pflasterungen befestigt oder mit Ufermauern ausgebaut sind.
Das FFH-Gebiet ist Wanderkorridor für Biber und Fischotter. In der Elbe kommen unter anderem Rapfen, Flussneunauge und Steinbeißer vor. An einem Uferabschnitt im Stadtpark Rotehorn auf der zwischen der Stromelbe und der Alten Elbe liegenden Elbinsel kommt die Grüne Flussjungfer vor.